# Max Dolezych
Max Dolezych (* 2. Juli 1877 in Rosdzin bei Kattowitz; † 15. Juli 1954 in Lübeck) war ein deutscher Jurist und Politiker (DNVP).

## Leben
Nach dem Abitur am Humanistischen Gymnasium nahm Dolezych ein Studium der Rechtswissenschaft und Volkswirtschaft an der Universität Breslau auf, das er mit dem Ersten Juristischen Staatsexamen beendete. Seit 1898 gehörte er der Breslauer Burschenschaft Arminia an. Im Anschluss absolvierte er das Referendariat und promovierte 1901 zum Doktor der Rechte (Dissertation: Die Rechtsverhältnisse am Fund und Schatz nach gemeinem und bürgerlichem Recht.). Am 1. April 1904 wurde er Syndikus der Handwerkskammer Frankfurt (Oder).
Dolezych trat in die DNVP ein. Er war von 1919 bis 1921 Mitglied der Verfassunggebenden Preußischen Landesversammlung und wurde anschließend in den Preußischen Landtag gewählt, dem er bis 1932 angehörte. Im Parlament vertrat er den Wahlkreis 5 (Frankfurt a. O.).